# Tu che ne sai
Tu che ne sai è un brano musicale del cantautore italiano Gigi D'Alessio, presentata al Festival di Sanremo 2001, ed in seguito inserita nell'album Il cammino dell'età dello stesso anno.

## Descrizione
Nonostante le aspettative legate soprattutto al successo dell'album precedente di D'Alessio Quando la mia vita cambierà, Tu che ne sai si classifica soltanto ottavo nella classifica finale di Sanremo. Tuttavia il singolo otterrà un ottimo riscontro di pubblico.

## Tracce
1. Tu che ne sai – 4:34